# Amélie Nothombová
Amélie Nothombová (* 9. července 1966, Etterbeek, Brussel) je francouzsky píšící belgická spisovatelka.

## Život
Pochází z rodiny významných belgických politiků, je především praneteří Charlese-Ferdinanda Nothomba, belgického ministra zahraničních věcí v letech 1980–1981 a prapravnučkou spisovatele a politika Pierra Nothomba.
Prvních pět let svého života strávila jako dcera belgického diplomata v Japonsku. Zde se stihla naučit japonsky. Poté kvůli povolání svého otce žila po několik dalších let v Čínské lidové republice, New Yorku, Bangladéši, Barmě a Laosu, než se ve svých 17 letech poprvé stěhovala do Evropy. Na Université Libre de Bruxelles vystudovala obor filologie. Po absolutoriu se vrátila zpět do Japonska a pracovala v Tokiu pro velkou obchodní společnost. Zážitky z této doby jí později posloužily jako téma pro její román Strach a chvění (francouzsky Stupeur et tremblements, vydáno 1999, v češtině v nakladatelství Motto v roce 2004).
V roce 1992 se vrátila zpět do Belgie a téhož roku publikovala svoji první knihu Hygiène de l’assassin (česky jako Vrahova hygiena v nakladatelství Paseka v roce 2001). Už díky tomuto debutovému dílu započala její úspěšná spisovatelská kariéra, přičemž tvůrčímu psaní se od této doby věnovala na profesionální úrovni a publikovala v zásadě každý rok jednu novou knihu.

## Výběr ocenění
- Román Strach a chvění vydaný v roce 1999 byl vyznamenán cenou „Grand Prix du Roman“ udělovanou Académie française.
- V roce 2007 vydaný román Ni d’Ève, ni d’Adam (Ani Eva, ani Adam) obdržel cenu „Prix de Flore“.
- V roce 2021 získala Renaudotovu cenu za svůj román Premier Sang.

## Dílo
- Hygiène de l’assassin, 1992 (česky: Vrahova hygiena, Paseka 2001)
- Le Sabotage amoureux, 1993 (česky: Milostná sabotáž, Garamond 2007)
- Légende un peu chinoise, 1993
- Les Combustibles 1994
- Les Catilinaires, 1995 (slovensky Catilinaria, Albert Marenčin – Vydavateľstvo PT, 2005)
- Péplum, 1996
- Attentat, 1997 (česky: Atentát, Motto 2005)
- Mercure, 1998
- Stupeur et tremblements, 1999 (česky: Strach a chvění, Motto 2004)
- Le Mystère par excellence, 1999
- Métaphysique des tubes, 2000 (slovensky: Metafyzika trubíc, Albert Marenčin – Vydavateľstvo PT, 2004)
- Brillant comme un casserolle, 2000
- Cosmétique de l’ennemi, 2001 (česky: Můj soukromý nepřítel, Motto 2004)
- Aspirine, povídka 2001
- Sans nom, noveleta 2001
- Robert des noms propres, 2002
- Antéchrista, 2003 (česky: Antikrista, Garamond 2007)
- L’Entrée du Christ à Bruxelles, noveleta 2004
- Biographie de la faim, 2004 (česky: Životopis hladu, Mladá fronta 2012)
- Acide sulfurique, 2005 (česky: Kyselina sírová, Mladá fronta 2011)
- Journal d’Hirondelle, 2006
- Ni d’Ève, ni d’Adam, 2007 (česky: Ani Eva, ani Adam, Mladá fronta 2010)
- Le Fait du Prince, 2008
- Le Voyage d’Hiver, 2009
- Une forme de vie, 2010
- Tuer le père, 2011 (slovensky: Zabiť otca, Albert Marenčin – Vydavateľstvo PT 2012)
- Barbe bleue, 2012
- La nostalgie heureuse, 2013
- Pétronille, Albin Michel, 2014
- Le Crime du comte Neville, Albin Michel, 2015
- Riquet à la houppe, Albin Michel, 2016
- Frappe-toi le cœur, Albin Michel, 2017
- Les Prénoms épicènes, Albin Michel, 2018
- Soif, Albin Michel, 2019
- Les Aérostats, Albin Michel, 2020
- Premier Sang, Albin Michel, 2021